# Yakushiji Motoichi
Yakushiji Motoichi est un nom japonais traditionnel ; le nom de famille (ou le nom d'école), Yakushiji, précède donc le prénom (ou le nom d'artiste).
Yakushiji Motoichi (薬師寺 元一, 1475-1504) est un samouraï du début de l'époque Sengoku de l'histoire du Japon, au service du clan Hosokawa. Motokazu est un obligé de Hosokawa Masamoto et représentant gouverneur de la province de Settsu. À l'automne 1504, il se rebelle contre Masamoto et marche sur Kyoto mais son mouvement est défait dix-sept jours plus tard lorsque les forces de Masamoto s'emparent de son château de Yodo. Motokazu est capturé et commet le seppuku.

## Source de la traduction
- (en) Cet article est partiellement ou en totalité issu de l’article de Wikipédia en anglais intitulé « Yakushiji Motoichi » (voir la liste des auteurs).